# Pidonia indigna
Pidonia indigna är en skalbaggsart som beskrevs av Holzschuh 1991. Pidonia indigna ingår i släktet Pidonia och familjen långhorningar. Inga underarter finns listade i Catalogue of Life.